# Blackbolbus multifidus
Blackbolbus multifidus är en skalbaggsart som beskrevs av Henry Fuller Howden 1985. Blackbolbus multifidus ingår i släktet Blackbolbus och familjen Bolboceratidae. Inga underarter finns listade.